# Андре Брошан де Вільє
Андре Жан Марі Брошан де Вільє (* 6 серпня 1772, Мант-ла-Віль; † 16 травня 1840, Париж) — французький геолог та мінералог.

## Життєпис
Брошан де Вільє залишився сиротою в ранньому віці і отримав хорошу класичну освіту в Ораторіанському коледжі в Джулі. У 1791/92 рр. Він вивчав мінералогію в Bergakademie Freiberg у Авраама Готтлоба Вернера. Потім він продовжив навчання в Парижі в Школі École des Ponts, єдиній спеціальній школі, яка ще існувала під час революції. Коли в 1794 році була заснована політехнікум Ecola, він був зарахований до її кадрового складу після того, як він дуже добре склав жорсткий вступний іспит, але він віддав перевагу Гірничій школі Парижа.
У 1804 році він став професором геології та мінералогії у Гірничій школі Парижа. Школу перевезли з Парижа в невелике гірське село Песей у Савойя (провінція Тарантез) (де хтось мав ту перевагу, що міг вивчати альпійську геологію на місці), і він повернувся до школи лише в 1815 році назад до Парижа. Де Вільєр також заснував колекцію корисних копалин «Еколь де шахт». Він передає вчення свого вчителя Авраама Готтлоба Вернера своїм учням. У 1835 році він звільнився з професорської посади, наступниками стали його студенти Léonce Élie de Beaumont (професор геології) та Armand Dufrénoy (професор мінералогії). Пізніше він працював генеральним інспектором шахт та директором з виробництва дзеркал у Сен-Гобен. Він став членом Французької академії наук в 1816 році. У 1820 р. Він став членом Королівського товариства Единбурга.
Йому належить «Description géologique de la France» "(Геологічний опис Франції) та перша повна карта Франції. При цьому перші результати були представлені Академії наук Де Вільє в 1835 році, але карта з'явилася лише після смерті Де Вільє в 1842 році.

## Праці
- Traité élémentaire de minéralogie, suivant les principes du professeur Werner, rédigé d'après plusieurs ouvrages allemands (dt.: Grundlegende Abhandlung über Mineralogie, nach den Prinzipien von Professor Werner, verfasst nach einigen deutschen Veröffentlichungen)(2 Bände, 1800—1802) (Основний трактат з мінералогії, заснований на принципах професора Вернера) (2 томи, 1800—1802)
- Traité abrégé de cristallographie (dt.: Kurze Zusammenfassung der Kristallografie) (1818) (Короткий виклад кристалографії) (1818)
- Mémoires pour servir à une description géologique de la France, rédigés sous la direction de M. Brochant de Villiers par MM. Dufrénoy et Élie de Beaumont (dt.: Erinnerungen als Grundlage für eine geologische Beschreibung Frankreichs, verfasst unter der Anleitung von Monsieur Brochant de Villiers mit Monsieur Dufrénoy und Èlie de Beaumont) (4 Bände, 1830—1838)
- Carte géologique de la France exécutée sous la direction de Mr. Brochant de Villiers, Inspecteur général des Mines, par MM. Dufrénoy et Elie de Beaumont, Ingénieur des Mines (dt.: Geologische Karte Frankreichs, erstellt unter der Anleitung von Monsieur Brochant de Villiers, Generalinspekteur der Bergwerke mit Monsieur Dufrénoy und Èlie de Beaumont, Bergbauingenieur) (1870) (Геологічна карта Франції, створена під керівництвом Брошана де Вільє)

Деякі описи мінералів походять з його пера, наприклад, описи сірого антимоніту (синонім stibnite), лазурного міді (синонім azurite), листового цеоліту (синонім stilbit) та ін.

## Відзнаки
- Вулиця в Парижі носить його ім'я («Rue Brochant»). Вона розташована у 17 районі, недалеко від станції метро.
- Станція метро «Брошант» Парижа (на 13-тій лінії)[6]
- Мінерал Brochantite названий його ім'ям.